# Teorema de Kochen-Specker
En mecánica cuántica, el teorema de Kochen-Specker (KS), también conocido como el Teorema de Bell-Kochen-Specker, es un teorema de imposibilidad demostrado por John S. Bell en 1966 y por Simon B. Kochen y Ernst Specker en 1967. Pone ciertas restricciones a los tipos permisibles de teorías de variables ocultas, que intentan explicar las predicciones de la mecánica cuántica de forma independiente del contexto. La versión del teorema demostrada por Kochen y Specker también dio un ejemplo explícito para esta restricción en términos de un número finito de vectores de estado.
El teorema es un complemento del teorema de Bell (que debe distinguirse del teorema (Bell-)Kochen-Specker de este artículo). Mientras que el teorema de Bell estableció que la no localidad es una característica de cualquier teoría de variables ocultas que recupera las predicciones de la mecánica cuántica, el teorema de KS estableció que la contextualidad es una característica inevitable de tales teorías.
El teorema demuestra que existe una contradicción entre dos supuestos básicos de las teorías de variables ocultas que pretenden reproducir los resultados de la mecánica cuántica: que todas las variables ocultas correspondientes a los observables de la mecánica cuántica tienen valores definidos en cualquier momento, y que los valores de esas variables son intrínsecos e independientes del dispositivo utilizado para medirlos. La contradicción está causada por el hecho de que los observables mecánico-cuánticos no tienen por qué ser conmutativos. Resulta imposible incrustar simultáneamente todas las subálgebras conmutativas del álgebra de estos observables en un álgebra conmutativa, que se supone representa la estructura clásica de la teoría de variables ocultas, si la dimensión del espacio de Hilbert es al menos tres.
El teorema de Kochen-Specker excluye la teorías de las variables ocultas que asumen que los elementos de la realidad física pueden ser representados simultáneamente de forma consistente por el formalismo de la mecánica cuántica del espacio de Hilbert sin tener en cuenta el contexto de un marco particular (técnicamente una descomposición proyectiva del operador de identidad) relacionado con el experimento o el punto de vista analítico considerado. Tal como lo expresan sucintamente Isham y Butterfield, (bajo el supuesto de un espacio muestral probabilístico universal como en las teorías de variables ocultas no contextuales) el teorema de Kochen-Specker "afirma la imposibilidad de asignar valores a todas las magnitudes físicas mientras, al mismo tiempo, se preservan las relaciones funcionales entre ellas".

## Historia
El teorema de Kochen-Specker es un paso importante en el debate sobre la (in)completitud de la mecánica cuántica, impulsado en 1935 por la crítica a la asunción de completitud de Copenhague en el artículo de Einstein, Podolsky y Rosen, creando la llamada paradoja EPR. Esta paradoja se deriva de la suposición de que el resultado de una medición cuántica-mecánica se genera de forma determinista como consecuencia de la existencia de un elemento de la realidad física que se supone presente antes de la medición como una propiedad del objeto microscópico. En el artículo EPR se asumió que el valor medido de un observable cuántico-mecánico puede desempeñar el papel de tal elemento de la realidad física. Como consecuencia de esta suposición metafísica, la crítica de EPR no fue tomada muy en serio por la mayoría de la comunidad física. Además, en su respuesta Bohr había señalado una ambigüedad en el artículo de EPR, en el sentido de que supone que se puede suponer que nada habría cambiado en los resultados lejanos de las mediciones cambiando la base de medición local, aunque todo el contexto universal fuera diferente.
Tener en cuenta la contextualidad derivada de la disposición de las mediciones haría, según Bohr, inválido el razonamiento EPR. Posteriormente, Einstein observó que la confianza de Bohr en la contextualidad implica la no localidad ("fantasmagórica acción a distancia") y que, en consecuencia, habría que aceptar la incompletitud si se quería evitar la no localidad.
En las décadas de 1950 y 1960 se abrieron dos líneas de desarrollo para aquellos que no eran reacios a la metafísica, ambas líneas mejoraban un teorema de imposibilidad presentado por von Neumann, pretendiendo demostrar la imposibilidad de que las teorías de variables ocultas produzcan los mismos resultados que la mecánica cuántica. En primer lugar, Bohm desarrolló una interpretación de la mecánica cuántica, generalmente aceptada como una teoría de las variables ocultas que sustenta la mecánica cuántica. La no localidad de la teoría de Bohm indujo a Bell a asumir que la realidad cuántica es no local, y que probablemente sólo las teorías de variables ocultas locales están en desacuerdo con la mecánica cuántica. Y lo que es más importante, Bell consiguió elevar el problema del nivel de la metafísica al de la física derivando una desigualdad, el desigualdad de Bell, que es capaz de ser comprobada experimentalmente.
Una segunda línea es la de Kochen-Specker. La diferencia esencial con el enfoque de Bell es que la posibilidad de apuntalar la mecánica cuántica mediante una teoría de variables ocultas se trata independientemente de cualquier referencia a la localidad o a la no localidad, pero en su lugar se hace una restricción más fuerte que la de la localidad, a saber, que las variables ocultas están asociadas exclusivamente con el sistema cuántico que se mide; ninguna está asociada con el aparato de medición. Esto se llama la suposición de no-contextualidad. La contextualidad se relaciona aquí con la in compatibilidad de los observables mecánico-cuánticos, estando la incompatibilidad asociada a la exclusividad mutua de los aparatos de medida. El teorema de Kochen-Specker afirma que ningún modelo de variable oculta no contextual puede reproducir las predicciones de la teoría cuántica cuando la dimensión del espacio de Hilbert es de tres o más.
Bell publicó una prueba del teorema de Kochen-Specker en 1966, en un artículo que había sido enviado a una revista antes que su famoso artículo sobre la desigualdad de Bell, pero que se perdió en el escritorio de un editor durante dos años. Pruebas considerablemente más sencillas que la de Kochen-Specker fueron dadas posteriormente, entre otros, por Mermin and by Peres. Sin embargo, muchas demostraciones más sencillas sólo dejaban establecido el resultado para un espacio de Hibert de dimensión a partir de cuatro.